# オーケイ
オーケイは、小島弘章と岡山祐児による漫才コンビ。松竹芸能所属。1994年結成。

## メンバー
- 小島 弘章（こじま ひろあき、1972年11月13日 - ）
  - 岡山県玉野市出身。血液型はA型。立ち位置は左、ツッコミ担当。岡山県立玉野高等学校卒業。既婚。
  - 父親はメディア株式会社代表取締役の小島賢次。1歳上の兄がいる。
  - かなりの潔癖症で、髭の永久脱毛をした。
  - 整理収納好きの母親の影響もあり、片づけやDIYを得意とし、収納芸人としてブレイク。数々のテレビ番組で収納術を披露しており、2008年に整理収納アドバイザー1級、2009年に整理収納アドバイザー2級認定講師の資格を取得。収納王子コジマジック（しゅうのうおうじ-）としてテレビ出演、雑誌掲載の他、収納セミナー・講演会を定期的に開催[1]。
  - 釣り歴は40年以上で、自身が組合長を務めるフィッシングチーム「小島漁行組合」を結成している。 2009年には公認釣りインストラクターの資格を取得。
  - 2004年から放送芸術学院（現・放送芸術学院専門学校）のタレント科お笑いコースで講師を務めていた。
  - 2011年12月11日、出身地の岡山県玉野市から「玉野ふるさと大使」に任命される。
  - 2012年2月12日に一般女性と入籍した。
- 岡山 祐児（おかやま ゆうじ、本名：小倉 祐司（おぐら ゆうじ）、旧姓：入江（いりえ）、1972年11月8日（52歳） - ）
  - 岡山県玉野市出身。血液型はO型。立ち位置は右、ボケ担当。既婚。
  - 2003年12月25日に入籍。一男一女の父。
  - 中学時代はパンチパーマに短ラン、ボンタン姿で番長だった[1]。
  - 元々本名で活動していたが、『オーケイ・チョップリンのラジオGAYA』（KBS京都ラジオ）の企画で芸名変更。2人の頭文字がコンビ名の由来ということで「お」で始まる苗字を希望し、愛郷心が強いことから出身地名の「岡山」を苗字に、そして姓名判断と遊び心で名前の「司」を「児」に変更した。

## 略歴
元々同じ中学で、当時生徒会長だった小島が自分と対照的なキャラクターで面白そうなヤツだと思い、当時学校一のワルだった岡山に声をかける。高校卒業後は大阪の専門学校に進学するが、二人は小遣い稼ぎでホストクラブで働き、半年で小島はナンバーワンになる。ある日、テレビ番組のロケに遭遇し、インタビューで二人が漫才めいたやりとりをしていたところ、漫才師になったらいいのにと勧められ、お笑い芸人を志すようになる。2人とも吉本総合芸能学院 (NSC) に入りたがっていたのだが、2人が芸能界入りを志した当時は年齢制限があり彼らはそれをオーバーしていたため、門戸の広かった松竹芸能の養成所の門を叩いた。コンビ名は2人のイニシャルから付けられ、先輩芸人のTKOとかぶらないようカタカナ表記にした。
当初は2人とも岡山訛りだったが、落語のCDを聴くなどして大阪弁を会得した。しかし完璧ではなく、イントネーションは今でも岡山弁である。
結成10周年単独ライブ『節目』では“マイ漫才マイク”を作り漫才を披露した。
2009年8月より東京進出。岡山は家族を大阪に残し単身で上京した。

## エピソード
- 『ニョッキン7』に出演した際に「岡山県出身の芸人には次長課長や千鳥などが居るが、純粋な岡山県出身の芸人は自分たちである」と発言したことがある。これは彼らの出身地が他県であったり（次長課長の河本準一は愛知県名古屋市緑区生まれの岡山県育ち、井上聡は熊本県出身）、本土から離れた位置にある島の出身である（千鳥の大悟は北木島出身。ノブは後月郡芳井町〈現在の井原市〉出身）という事情があったものと思われる。
- ライブでレツゴー正児（レツゴー三匹）をゲストに迎え「レツゴー☆オーケイ」と名乗ってトリオ漫才を行なったことがある（小島が長作役、岡山がじゅん役）。

## 受賞歴
- 1998年：第19回今宮子供えびすマンザイ新人コンクール新人漫才奨励賞
- 1999年：第29回NHK上方漫才コンテスト優秀賞
- 2001年：第22回ABCお笑い新人グランプリ優秀新人賞
- 2001年：第30回上方お笑い大賞新人賞

## レギュラー番組

### 過去のレギュラー番組

#### テレビ
- 爆笑オンエアバトル（NHK）戦績2勝7敗 最高421KB
  - オンエア2回はどちらも大阪収録であり、東京収録では一度もオンエアはなかった。大阪収録での2回目のオンエアは293KBでのオンエアであり、地方収録のオンエア最低KBである。[3]
  - 200KB台でオンエアがありながら、300KB台でのオンエアが一度も無かった。なお300KB台で3回オフエアがあり、293KBでオンエアを獲得後の2000年7月2日放送回の大阪収録では369KBで惜しくも6位オフエアだった[4]。
- ユニバーサルスタジオジャパンでオーケイ!（J-COM）
- スパイス!!（日本海テレビ）※岡山のみ（2009年9月26日に卒業）
- あらぶんちょ！（東京ケーブルネットワーク）
- あっぷ&UP!（関西テレビ）※通販コーナーに隔週で出演、岡山のみ（2010年10月1日に卒業）
- あっぷ&UP!（関西テレビ）※小島のみ、月1回火曜
- 通販美人 Trend Collection（関西テレビ）※岡山のみ、番組コンシェルジュ・む～とんの声
- たかじん胸いっぱい（関西テレビ）※不定期
- おとなの子守唄（サンテレビ）※コーナー出演、岡山のみ

#### ラジオ
- オーケイ・チョップリンのラジオGAYA（KBS京都ラジオ）
- オーケイ・チョップリンのメキペキ!（KBS京都ラジオ）
- めっさGO!→オーケイのめっさGO!（四国放送ラジオ）
- パチラジ（ラジオ大阪）